# 錢理群
錢理群（1939年1月30日—），中國現代文學研究者、作家，研究生文化，無黨派。20世纪八十年代以来最具有代表性的人文学者之一。2002年以教授的正高級職稱從北京大學退休，有以魯迅和周作人為中心研究對象的專書著作和散文隨筆多部。
早年坎坷，中年求学，师从王瑶，以研究现代文学闻名学术界。尤以周氏兄弟用力甚勤，影响深远。多年来关注中国文化社会和教育的发展，1998年北大校庆被学生评为“北大十佳教师”之首。2009年起任中華民國行政院國家科學委員會講座教授。

## 家門
祖籍浙江杭州，在抗戰中的重慶出生，父親錢天鶴是留學美國康乃爾大學的農業科學家，時任國民政府農業部常務次長。
大哥錢寧在國民政府管治時期留學美國學水利工程，父親和二哥1949年隨國民黨從廣州到台灣（二哥作為中華民國政府外交官派駐美國三藩市，父親終老台灣，二哥在美國棄世），母親到上海就不願南下，后定居南京，三哥和姊姊作為中國共產黨地下黨員投身革命（姊夫是參加《白毛女》劇本創作的丁毅），小錢理群隨母親在南京長大。
1955年，大哥錢寧從美國回歸中國，在北京清華大學教書。

## 生平
1939年出生于重庆，在南京读小学、南京师范大学附属中学。1956年南京大學附屬中學畢業后升讀北京大學中文系新聞專業。1960年中國人民大學新聞專業（1958年北大新聞專業被合併）本科畢業，分配到貴州安順教中專：衛生學校、師範學校。
1978年入北大中文系文學專業讀研究生，導師是王瑤、嚴家炎先生，研究方向是現代中國文學。1981年研究生畢業，获文学硕士学位，留校任教。1985年升講師，獨立開課。1998年北大校庆之际，在学生评选最受欢迎的老师的活动中获票第一。
2002年退休時是北大中文系教授（正高級職稱）、博士生導師（現代文學專業）。2012年9月9日，在深圳中学语文教师马小平的追思会上，钱理群发出“告别教育”宣言，表示今后将在“教育之外”关心教育。

## 观点
他的学术著作不仅为学院派重视，而且流行于民间，在青年学子的地位不可小觑。退休后，关注中小学语文教育，一生深受鲁迅和毛泽东的影响。在他看来，研究二十世纪的中国，必须研究孙中山、毛泽东、鲁迅、胡适、蒋介石幾个人。文学研究才是老钱的主业，历史可以说是他的副业。他2012年初刚在台湾和香港出版的《毛泽东时代和后毛泽东时代》，是一部通俗晓畅，平易近人的历史著作，比高华先生的严谨正派的学术风范，更具有可读性。钱理群深受鲁迅的影响，继承鲁迅批判社会的传统，常有发人深省引人关注的言论，如其对大陆当局的犀利大胆的批评，对大陆思想文化，特别是教育的批评，可說是振聋发聩；又如之前的“北大失精神”等言论，以及他在刘道玉召集的理想大学研讨会提出的“我们的一些大学，包括北京大学，正在培养一些‘精致的利己主义者’，他们高智商、世俗、老到、善于表演、懂得配合，更善于利用体制达到自己的目的。这种人一旦掌握权力，比一般的贪官污吏危害更大。”一語，语惊四座，引起社会熱烈反响。

## 著作

### 著書
- 《周作人傳》
- 《周作人論》
- 《我的精神自傳》
- 《魯迅作品15講》
- 《話說周氏兄弟》
- 《對話與漫遊》
- 《致青年朋友》
- 《走進當代的魯迅》
- 《文學研究的承擔》
- 《1948，天地玄黃》
- 《1949-1976，歲月滄桑》
- 《1977-2005，絕地守望》
- 《拒绝遗忘——“1957年學”研究筆記》
- 《知我者谓我心忧——十年观察与思考1999-2008》
- 《毛澤東時代和後毛澤東時代（1949-2009）：另一種歷史書寫》
- 《爝火不息：文革民間思想研究筆記》
- 《我的回顧與反思：在北大的最後一門課》
- 《我的精神自傳：以北京大學為背景》
- 《中國現代文學30年》（與吳福輝、溫儒敏合作）

### 主編
- 《百年中國文學經典》（與謝冕合作）
- 《魯迅入門讀本》

### 論文
《“民國以來最黑暗的一天” ——“三一八”慘案七十三周年祭》 （页面存档备份，存于）